# Мировая лига 1993 (волейбол)
4-й розыгрыш Мировой лиги — международного турнира по волейболу среди мужских национальных сборных — прошёл с 21 мая по 31 июля 1993 года с участием 12 команд. Финальный этап был проведён в Сан-Паулу (Бразилия). Победителем турнира впервые в своей истории стала сборная Бразилии.

## Команды-участницы
CEV: Германия, Греция, Италия, Нидерланды, Россия, Финляндия;
AVC: Китай, Южная Корея, Япония;
NORCECA: Куба, США;
CSV: Бразилия.

## Система проведения розыгрыша
В интерконтинентальном раунде 12 команд были разбиты на две группы. В группах соревнования проходили по системе с разъездами в два круга спаренными матчами. В финальный раунд вышли по две лучшие команды из групп. Четвёрка финалистов по системе с выбыванием определила призёров розыгрыша.

## Интерконтинентальный раунд
май — июль

### Группа А
| М | Команда  | 1               | 2               | 3               | 4               | 5               | 6               | И  | В  | П  | С/П   | О  |
| - | -------- | --------------- | --------------- | --------------- | --------------- | --------------- | --------------- | -- | -- | -- | ----- | -- |
| 1 | Россия   |                 | 3:1 3:1 0:3 0:3 | 3:1 3:0 1:3 3:0 | 3:0 3:0 3:0 3:1 | 3:0 3:2 3:2 2:3 | 3:0 3:2 3:0 3:1 | 20 | 16 | 4  | 51:23 | 36 |
| 2 | Бразилия | 1:3 1:3 3:0 3:0 |                 | 3:1 3:0 3:0 2:3 | 1:3 2:3 3:0 3:2 | 3:0 3:0 3:0 3:1 | 3:0 3:1 3:0 3:0 | 20 | 15 | 5  | 52:18 | 35 |
| 3 | Япония   | 1:3 0:3 3:1 0:3 | 1:3 0:3 0:3 3:2 |                 | 1:3 3:1 3:0 3:2 | 3:1 2:3 0:3 3:0 | 3:2 3:0 1:3 3:2 | 20 | 10 | 10 | 36:41 | 30 |
| 4 | Германия | 0:3 0:3 0:3 1:3 | 3:1 3:2 0:3 0:3 | 3:1 1:3 0:3 2:3 |                 | 0:3 1:3 3:1 3:0 | 3:1 3:2 3:1 3:0 | 20 | 9  | 11 | 32:42 | 29 |
| 5 | США      | 0:3 2:3 2:3 3:2 | 0:3 0:3 0:3 1:3 | 1:3 3:3 3:0 0:3 | 3:0 3:1 1:3 0:3 |                 | 3:0 3:0 0:3 2:3 | 20 | 7  | 13 | 30:44 | 27 |
| 6 | Греция   | 0:3 2:3 0:3 1:3 | 0:3 1:3 0:3 0:3 | 2:3 0:3 3:1 2:3 | 1:3 2:3 1:3 0:3 | 0:3 0:3 3:0 3:2 |                 | 20 | 3  | 17 | 21:54 | 23 |

Россия — США 3:0 (15:6, 15:9, 15:8); 3:2 (15:6, 6:15, 15:9, 11:15, 15:12).
Япония — Греция 3:2 (11:15, 15:12, 15:5, 4:15, 15:13); 3:0 (15:5, 15:10, 15:6).
Германия — Бразилия 3:1 (15:10, 15:12, 7:15, 15:13); 3:2 (17:15, 2:15, 11:15, 17:15, 17:15).
Россия — Германия 3:0 (15:9, 15:11, 15:9); 3:0 (15:5, 15:3, 15:13).
США — Япония 1:3 (13:15, 15:11, 9:15, 13:15); 3:2 (7:15, 4:15, 15:10, 15:2, 15:13).
Греция — Бразилия 0:3 (9:15, 8:15, 6:15); 1:3 (15:6, 5:15, 6:15, 6:15).
Бразилия — Япония 3:1 (13:15, 15:7, 17:16, 15:13); 3:0 (15:12, 16:14, 15:11).
США — Германия 3:0 (15:6, 15:9, 15:12); 3:1 (13:15, 15:11, 15:13, 15:7).
Греция — Россия 0:3 (11:15, 8:15, 0:15); 2:3 (15:10, 7:15, 15:11, 9:15, 12:15).
Бразилия — Греция 3:0 (15:6, 15:4, 15:4); 3:0 (15:7, 15:10, 15:6).
Япония — Россия 1:3 (11:15, 15:9, 15:17, 7:15); 0:3 (5:15, 10:15, 7:15).
Германия — США 3:1 (15:8, 15:8, 13:15, 15:7); 3:0 (15:10, 15:7, 15:5).
Бразилия — США 3:0 (15:11, 15:10, 15:8); 3:0 (15:9, 15:9, 15:1).
Германия — Россия 0:3 (10:15, 11:15, 6:15); 1:3 (15:10, 7:15, 10:15, 10:15).
Греция — Япония 3:1 (15:12, 13:15, 15:5, 16:14); 2:3 (15:3, 11:15, 12:15, 16:14, 13:15).
Россия — Бразилия 3:1 (15:10, 17:15, 12:15, 15:13); 3:1 (15:10, 15:8, 10:15, 15:12).
Германия — Япония 3:1 (16:14, 15:12, 7:15, 16:14); 1:3 (15:13, 8:15, 4:15, 9:15).
США — Греция 3:0 (15:7, 15:11, 15:3); 3:0 (15:7, 15:5, 15:12).
Япония — Бразилия 0:3 (11:15, 9:15, 11:15); 3:2 (13:15, 15:5, 15:8, 6:15, 15:11).
Германия — Греция 3:1 (15:7, 15:7, 3:15, 15:5); 3:2 (15:13, 16:14, 13:15, 5:15, 15:13).
США — Россия 2:3 (15:8, 15:6, 13:15, 12:15, 11:15); 3:2 (2:15, 7:15, 15:9, 15:13, 15:11).
Россия — Греция 3:0 (15:2, 15:13, 15:8); 3:1 (15:11, 8:15, 15:4, 15:8).
Япония — Германия 3:0 (15:2, 15:3, 15:10); 3:2 (15:11, 9:15, 15:10, 10:15, 15:12).
США — Бразилия 0:3 (7:15, 5:15, 3:15); 1:3 (12:15, 15:9, 13:15, 7:15).
Россия — Япония 1:3 (9:15, 157, 5:15, 12:15); 3:0 (15:2, 15:2, 15:5).
Бразилия — Германия 3:0 (15:3, 15:5, 15:6); 3:0 (15:8, 15:2, 15:3).
Греция — США 3:0 (15:13, 17:15, 15:9); 3:2 (15:11, 15:11, 9:15, 15:17, 17:15).
Бразилия — Россия 3:0 (15:13, 15:8, 15:8); 3:0 (17:15, 16:14, 15:5).
Япония — США 0:3 (8:15, 4:15, 13:15); 3:0 (15:4, 15:7, 15:8).
Греция — Германия 1:3 (10:15, 15:9, 13:15, 7:15); 0:3 (5:15, 6:15, 10:15).

### Группа В
| М | Команда     | 1               | 2               | 3               | 4               | 5               | 6               | И  | В  | П  | С/П   | О  |
| - | ----------- | --------------- | --------------- | --------------- | --------------- | --------------- | --------------- | -- | -- | -- | ----- | -- |
| 1 | Италия      |                 | 3:1 2:3 3:1 3:1 | 3:0 3:2 3:1 3:1 | 3:2 3:0 3:1 3:1 | 3:0 3:0         | 3:0 3:0         | 20 | 19 | 1  | 59:14 | 39 |
| 2 | Куба        | 1:3 3:2 1:3 1:3 |                 | 3:1 3:1 3:2 3:0 | 2:3 3:0 3:1 3:0 | 3:0 3:0         | 3:0 3:0 3:1 3:0 | 20 | 16 | 4  | 53:20 | 36 |
| 3 | Нидерланды  | 0:3 2:3 1:3 1:3 | 1:3 1:3 2:3 0:3 |                 | 2:3 3:1 3:1 3:0 | 2:3 3:0 3:0 3:1 | 3:0 3:0         | 20 | 10 | 10 | 42:33 | 30 |
| 4 | Китай       | 2:3 0:3 1:3 1:3 | 3:2 0:3 1:3 0:3 | 3:2 1:3 1:3 0:3 |                 | 3:1 2:3 3:1 3:0 | 3:0 3:0 3:0 3:1 | 20 | 9  | 11 | 36:40 | 29 |
| 5 | Южная Корея | 0:3 0:3         | 0:3 0:3         | 3:2 0:3 0:3 1:3 | 1:3 3:2 1:3 0:3 |                 | 3:0 3:0 3:0 0:3 | 20 | 5  | 15 | 18:49 | 25 |
| 6 | Финляндия   | 0:3 0:3         | 0:3 0:3 1:3 0:3 | 0:3 0:3         | 0:3 0:3 0:3 1:3 | 0:3 0:3 0:3 3:0 |                 | 20 | 1  | 19 | 5:57  | 21 |

Италия — Нидерланды 3:0 (15:6, 15:3, 15:10); 3:2 (13:15, 5:15, 15:5, 15:10, 15:7).
Куба — Китай 2:3 (13:15, 12:15, 15:6, 15:3, 16:18); 3:0 (15:11, 15:12, 15:3).
Южная Корея — Финляндия 3:0 (15:5, 15:7, 15:2); 3:0 (15:7, 15:7, 15:7).
Италия — Куба 3:1 (8:15, 15:11, 15:12, 15:5); 2:3 (15:3, 10:15, 8:15, 15:13, 20:22).
Китай — Нидерланды 3:2 (13:15, 14:16, 15:11, 15:13, 15:5); 1:3 (8:15, 10:15, 15:6, 9:15).
Финляндия — Южная Корея 0:3 (9:15, 9:15, 5:15); 3:0 (17:15, 15:5, 15:10).
Куба — Финляндия 3:0 (15:7, 15:10, 15:5); 3:0 (15:11, 15:5, 15:5).
Нидерланды — Италия 1:3 (6:15, 8:15, 15:13, 7:15); 1:3 (15:13, 10:15, 9:15, 5:15).
Южная Корея — Китай 1:3 (10:15, 15:5, 6:15, 14:16); 3:2 (11:15, 15:8, 2:15, 15:9, 15:12).
Италия — Китай 3:2 (13:15, 13:15, 15:6, 16:14, 19:17); 3:0 (15:10, 15:6, 15:11).
Южная Корея — Нидерланды 3:2 (15:12, 13:15, 6:15, 16:14, 15:10); 0:3 (8:15, 6:15, 6:15).
Финляндия — Куба 1:3 (6:15, 8:15, 15:10, 9:15); 0:3 (13:15, 8:15, 3:15).
Италия — Южная Корея 3:0 (15:13, 15:12, 15:12); 3:0 (15:6, 15:9, 15:12).
Нидерланды — Куба 1:3 (12:15, 15:11, 10:15, 8:15); 1:3 (3:15, 16:14, 8:15, 4:15).
Китай — Финляндия 3:0 (15:11, 15:8, 15:5); 3:0 (15:11, 15:4, 15:6).
Куба — Южная Корея 3:0 (15:3, 15:4, 15:11); 3:0 (15:8, 15:4, 15:11).
Нидерланды — Китай 3:1 (15:6, 15:11, 14:16, 15:6); 3:0 (15:7, 15:6, 15:8).
Финляндия — Италия 0:3 (4:15, 6:15, 6:15); 0:3 (7:15, 7:15, 2:15).
Куба — Нидерланды 3:2 (10:15, 16:14, 12:15, 15:12, 15:13); 3:0 (15:3, 15:12, 15:11).
Южная Корея — Италия 0:3 (9:15, 9:15, 10:15); 0:3 (13:15, 9:15, 10:15).
Финляндия — Китай 0:3 (5:15, 3:15, 8:15); 1:3 (11:15, 13:15, 15:9, 11:15).
Нидерланды — Финляндия 3:0 (15:8, 15:11, 15:11); 3:0 (15:3, 15:3, 17:16).
Китай — Италия 1:3 (15:13, 13:15, 8:15, 4:15); 1:3 (15:9, 10:15, 13:15, 3:15).
Южная Корея — Куба 0:3 (10:15, 7:15, 10:15); 0:3 (5:15, 11:15, 11:15).
Италия — Финляндия 3:0 (15:9, 15:2, 15:0); 3:0 (15:6, 15:3, 15:4).
Нидерланды — Южная Корея 3:0 (15:8, 15:8, 15:12); 3:1 (15:7, 11:15, 15:6, 15:10).
Китай — Куба 1:3 (3:15, 13:15, 1510, 7:15); 0:3 (6:15, 8:15, 7:15).
Куба — Италия 1:3 (11:15, 5:15, 15:6, 8:15); 1:3 (11:15, 15:8, 12:15, 6:15).
Китай — Южная Корея 3:1 (15:8, 13:15, 15:11, 15:7); 3:0 (17:15, 15:13, 15:7).
Финляндия — Нидерланды 0:3 (7:15, 9:15, 5:15); 0:3 (11:15, 14:16, 5:15).

## Финальный раунд
30—31 июля.  Сан-Паулу.

### Полуфинал
30 июля
Бразилия — Италия 3:0 (15:2, 15:13, 15:9)
Россия — Куба 3:1 (15:10, 15:13, 12:15, 15:9)

### Матч за 3-е место
31 июля
Италия — Куба 3:0 (15:12, 15:11, 15:12).

### Финал
31 июля
Бразилия — Россия 3:0 (15:2, 15:13, 15:9).

## Итоги

### Положение команд
| Бразилия        | 7—8. Китай        |
| Россия          | 7—8. Германия     |
| Италия          | 9—10. США         |
| 4. Куба         | 9—10. Южная Корея |
| 5—6. Нидерланды | 11—12. Греция     |
| 5—6. Япония     | 11—12. Финляндия  |

### Призёры
Бразилия: Марсело Негран, Джоване Гавио, Жилмар Тейшейра (Кид), Пауло Силва (Паулао), Маурисио Лима, Жанелсон Карвальо, Дуглас Кьяротти, Антонио Говея (Карлан), Макс Перейра, Андре Ферейра (Пампа), Карлос Тоалдо, Алешандре Самуэл (Танда), Талмо Оливейра, Эдуардо Арруда, Сантос Клаудиней. Главный тренер — Жозе Роберто Гимарайнс (Зе Роберто).
  Россия: Евгений Красильников, Олег Шатунов, Андрей Кузнецов, Евгений Митьков, Сергей Орленко, Руслан Олихвер, Дмитрий Фомин, Константин Ушаков, Олег Согрин, Илья Савельев, Павел Шишкин, Андрей Бедулин, Александр Ярёменко, Руслан Чигрин, Сергей Ермишин. Главный тренер — Виктор Радин.
  Италия: Давиде Беллини, Марко Браччи, Даниэле Вернаги, Клаудио Галли, Андреа Гардини, Паскуале Гравина, Фердинандо Де Джорджи, Джулио Ди Торо, Андреа Джани, Симоне Джаццоли, Андреа Дзордзи, Лука Кантагалли, Марко Мартинелли, Роберто Маскьярелли, Микеле Пазинато, Дамьяно Пиппи, Андреа Сарторетти, Паоло Тофоли. Главный тренер — Хулио Веласко.

### Индивидуальные призы
MVP:  Джоване Гавио
Лучший нападающий:  Дмитрий Фомин
Лучший блокирующий:  Олег Шатунов
Лучший на подаче:  Дмитрий Фомин
Лучший связующий:  Маурисио Лима
Лучший на приёме:  Жилмар Тейшейра
Лучший в защите:  Дамьяно Пиппи